# Zacompsa
Zacompsa is een geslacht van rechtvleugeligen uit de familie veldsprinkhanen (Acrididae). De wetenschappelijke naam van dit geslacht is voor het eerst geldig gepubliceerd in 1893 door Karsch.

## Soorten
Het geslacht Zacompsa omvat de volgende soorten:
- Zacompsa festa Karsch, 1893
- Zacompsa pedestris Uvarov, 1953